# Club omnisports de Saint-Fons
Le Club omnisports de Saint-Fons (COSF) est un club omnisports français basé à Saint-Fons.
Le club est fondé en 1910 avec notamment des sections athlétisme, boxe, football et rugby à XV. Le club fusionne avec l'Amicale sportive de Saint-Fons en 1941 et devient le Club athlétique de Saint-Fons. Le CA Saint-Fons reprend son nom originel de Club omnisports de Saint-Fons en 1968.
Les handballeuses du CA Saint-Fons sont vice-championnes de France en 1964, perdant la finale sur le score de 15-12 contre l'US Ivry.
La section féminine de volley-ball est sacrée championne de France de Nationale 1 (troisième division) en 1999 et 2001 avant de devenir le Lyon Saint-Fons Volley Club. L'athlète Étienne Bally a évolué au CA Saint-Fons. L'équipe de football atteint les 32e de finale de la Coupe de France de football 1931-1932, où elle est éliminée par le FC Sète.